# Serie (geología)
| Correspondencia entre unidades geocronológicas y cronoestratigráficas |                                        |
| Geocronológicas (tiempo)                                              | Cronoestratigráficas (cuerpos de roca) |
| Eón                                                                   | Eonotema                               |
| Era                                                                   | Eratema                                |
| Período                                                               | Sistema                                |
| Época                                                                 | Serie                                  |
| Edad                                                                  | Piso                                   |
| Cron                                                                  | Cronozona                              |

La serie es una unidad cronoestratigráfica formal que representa el conjunto de rocas formadas durante una época, la unidad geocronológica de la escala de tiempo geológico equivalente. Las series son subdivisiones de los sistemas y se dividen a su vez en pisos. Hay 38 series definidas para el Fanerozoico que se dividen en 98 pisos. Para los sistemas del Precámbrico no se han podido establecer subdivisiones en series debido a lo escaso de su registro fósil.
Como ejemplo: el eratema Cenozoico se divide en tres sistemas: Paleógeno, Neógeno y Cuaternario. El sistema Paleógeno se divide en tres series: Paleoceno, Eoceno y Oligoceno. La serie Paleoceno se divide en tres pisos: Daniense, Selandiense y Thanetiense.
Los límites inferiores de cada sistema se definen por los estratotipos de límite inferior del piso más antiguo de cada uno y el límite superior viene definido por el correspondiente al límite basal del primer piso de la siguiente serie de la escala cronoestratigráfica. Por ejemplo, el límite inferior de la serie Mioceno está definido por el límite inferior del piso Aquitaniense, mientras que el superior lo define la base del piso Zancleense, primero de la siguiente serie, el Plioceno.
Algunas series tienen un nombre derivado de una localidad o área (como Lopingiense o Guadalupiense), otras de las características generales de la fauna que vivió durante el tiempo de formación de la serie (como Paleoceno o Eoceno), sin embargo la mayoría de los nombres responde simplemente a la posición relativa dentro de su sistema (como Jurásico inferior o Devónico medio). Los nombres de las épocas reciben el mismo nombre que la serie equivalente, salvo que los nombres de series derivados de su posición relativa como inferior, medio y superior se trasladan a las épocas como temprano, medio y tardío (por ejemplo, la serie Cretácico superior es equivalente a la época Cretácico tardío).